# Артюхино (Московская область)
Артюхино — деревня в Рузском районе Московской области, входящая в сельское поселение Колюбакинское. Население — 29 чел. (2010). До 2006 года Артюхино входило в состав Краснооктябрьского сельского округа.
Деревня расположена на юго-востоке района, на правом берегу Москва-реки, практически, восточная окраина пгт Тучково, высота центра над уровнем моря 154 м. Ближайшие населённые пункты — Сонино на другом берегу реки и Ладыгино — в 0,5 км на северо-запад.

## Население
| 2002 | 2006 | 2010 |
| ---- | ---- | ---- |
| 31   | ↘25  | ↗29  |